# Москона
Москона — один из меаксских языков, относящийся к папуасским языкам, используемый в восточной части полуострова Чендравасих на северо-западе острова Новая Гвинея, на территории индонезийской провинции Западная Ириан-Джая. Входит в семью Восточных Бирдс-Хед.
По состоянию на 1996 год языком москона пользовались около 8000 человек на территории Западная Новая Гвинея.
Использует латинскую графику на письме.